# Armand de Sailly
 (février 2013).
Le marquis Armand-Léon de Sailly, seigneur d'Orval, de Theuvy, d'Achères et de La Boulière, est un officier militaire et homme politique français, né le 13 avril 1748 à Orléans dans l'ancienne province de l'Orléanais et mort le 22 novembre 1829 à Orléans dans le département du Loiret.

## Biographie
Armand de Sailly nait dans le Royaume de France sous le règne de Louis XV le 13 avril 1748 à Orléans dans l'ancienne province de l'Orléanais. Il est le fils de Charles-Joseph, marquis de Sailly, capitaine au régiment d'Eu, commissaire d'extraordinaire d'Artillerie et chevalier de l'ordre de Saint-Louis, et de Marie-Charlotte Laisné de Sainte-Marie.
Il épouse Charlotte-Henriette de Cockborne, vicomtesse de Fussy. Ils auront sept enfants (dont notamment une fille marié à Armand de Buchepot).
Capitaine de cavalerie et mousquetaire du Roi (1re compagnie) en 1764, il est nommé lieutenant des maréchaux de France à Chartres en 1776. Il est fait chevalier de l'ordre royal et militaire de Saint-Louis.
Il est élu membre titulaire de la Société d'agriculture, sciences, belles-lettres et arts d'Orléans le 5 avril 1781, au siège de Guillaume-François Le Trosne. 
Il refuse la charge de maire d'Orléans en 1791 avant de l’occuper durant la période de la Terreur, en 1792 et 1793. Il s'illustre dans le cadre de l'affaire Léonard Bourdon et propose de répondre seul devant la Convention nationale pour épargner ses concitoyens. Son comportement et son courage pour sauvegarder la population ne sont pas sans rappeler ceux de son ancêtre Guillot de Mareau, échevin d'Orléans durant le siège des Anglais. Le roi Charles VII en 1430 l'anoblira lui et tous ses descendants mâles et femelles. 
Sous la Restauration, il est maire de Theuvy de 1815 à 1826 et est nommé sous-gouverneur des pages du Roi à Versailles par le roi de France Charles X. 
Il meurt sous la Restauration à l'âge de 81 ans le 22 novembre 1829 à Orléans dans le département du Loiret.

## Décorations
- Chevalier de l'ordre royal et militaire de Saint-Louis
- Chef de la congrégation du Sacré Cœur de Jésus